# Campeonato Amazonense de Futebol de 2023 - Segunda Divisão
O Campeonato Amazonense de Futebol de 2023 - Segunda Divisão foi a 63ª edição deste torneio realizado pela FAF desde 1914. foi disputada por 7 equipes, entre 20 de julho até 15 de agosto.

## Equipes participantes
- N.D. - Não disputou competições oficias no ano referido.
- Apesar do sua origem remeter à cidade de Autazes, o Librade foi fundado como entidade esportiva sediada em Manaus.

### Técnicos
| Equipe             | Técnico                                  |
| ------------------ | ---------------------------------------- |
| Clipper            | Sidney Bento (1ª—)                       |
| JC FC              | Rodson Cunha (1ª—)                       |
| Librade            | Fábio Alves (1ª—)                        |
| RB do Norte        | Charles Chenko (1ª—)                     |
| São Raimundo       | Emerson Almeida (1ª—)                    |
| Sul América        | Valdo Oliveira (1ª) Donizeti Lopes (2ª—) |
| Unidos do Alvorada | Marinho (1ª—)                            |

## Primeira fase

### Grupo A
| Pos | Equipe             | Pts | J | V | E | D | GP | GC | SG | Classificado |     | SRA | UDA | LBR | SUL |
| --- | ------------------ | --- | - | - | - | - | -- | -- | -- | ------------ | --- | --- | --- | --- | --- |
| 1   | São Raimundo-AM    | 9   | 3 | 3 | 0 | 0 | 9  | 4  | +5 | Próxima fase |     | —   | 2–1 | 2–1 | 5–2 |
| 2   | Unidos do Alvorada | 6   | 3 | 2 | 0 | 1 | 5  | 3  | +2 | Próxima fase |     | 1–2 | —   | 2–1 | 2–0 |
| 3   | Librade            | 3   | 3 | 1 | 0 | 2 | 4  | 5  | −1 |              |     | 1–2 | 1–2 | —   | 2–1 |
| 4   | Sul América        | 0   | 3 | 0 | 0 | 3 | 3  | 9  | −6 |              | 2–5 | 0–2 | 1–2 | —   |     |

### Grupo B
| Pos | Equipe      | Pts | J | V | E | D | GP | GC | SG | Classificado |  | CLI | RBN | JC  |
| --- | ----------- | --- | - | - | - | - | -- | -- | -- | ------------ |  | --- | --- | --- |
| 1   | Clipper     | 4   | 2 | 1 | 1 | 0 | 3  | 0  | +3 | Próxima fase |  | —   | 0–0 | 3–0 |
| 2   | RB do Norte | 4   | 2 | 1 | 1 | 0 | 1  | 0  | +1 | Próxima fase |  | 0–0 | —   | 1–0 |
| 3   | JC          | 0   | 2 | 0 | 0 | 2 | 0  | 4  | −4 |              |  | 0–3 | 0–1 | —   |

## Fase final
- Em itálico, as equipes que possuem o mando de campo no confronto; em negrito as equipes vencedoras.

| Aumento | Equipes promovidas à Série A de 2024 |

|  | Semifinais         | Semifinais         | Semifinais         |                    |                 | Final           | Final | Final |  |
|  |                    |                    |                    |                    |                 |                 |       |       |  |
|  | São Raimundo-AM    | São Raimundo-AM    | 3                  |                    |                 |                 |       |       |  |
|  | São Raimundo-AM    | São Raimundo-AM    | 3                  |                    |                 |                 |       |       |  |
|  | RB do Norte        | RB do Norte        | 0                  |                    |                 |                 |       |       |  |
|  | RB do Norte        | RB do Norte        | 0                  |                    | São Raimundo-AM | São Raimundo-AM | 0 (4) |       |  |
|  |                    |                    |                    |                    | São Raimundo-AM | São Raimundo-AM | 0 (4) |       |  |
|  |                    |                    | Unidos do Alvorada | Unidos do Alvorada | 0 (5)           |                 |       |       |  |
|  | Clipper            | Clipper            | Unidos do Alvorada | Unidos do Alvorada | 0 (5)           | 0               |       |       |  |
|  | Clipper            | Clipper            |                    |                    |                 |                 |       |       |  |
|  | Unidos do Alvorada | Unidos do Alvorada | 1                  |                    |                 |                 |       |       |  |

## Premiação
| Campeonato Amazonense de 2023 - Série B |
| --------------------------------------- |
| Unidos do Alvorada Campeão (1.º título) |